# درو دوبر
درو دوبر (انگلیسی: Drew Dober؛ زادهٔ ۱۹ اکتبر ۱۹۸۸) ورزشکار هنرهای رزمی ترکیبی اهل ایالات متحده آمریکا است. وی از سال ۲۰۰۹ میلادی تاکنون مشغول فعالیت بوده‌است.